# Le Chien, le Général et les Oiseaux
Pour plus de détails, voir Fiche technique et Distribution.
Le Chien, le Général et les Oiseaux est un film d'animation franco-italien réalisé par Francis Nielsen, sorti en 2003.

## Synopsis
Un jeune général russe a sacrifié les oiseaux pour brûler Moscou et sauver son pays envahi par Napoléon. Désormais à la retraite, il ne trouve pas le repos, hanté par le souvenir des oiseaux en flammes et attaqué chaque jour par tous les volatiles de Saint-Pétersbourg. Heureusement, le hasard met sur sa route un chien extraordinaire qui va transformer ses cauchemars en rêves magiques, pleins d'humour et de poésie. Il l’adopte et le nomme Bonaparte en souvenir de son vieil ennemi. Ensemble, ils vont mener une bataille originale mais délicate.

## Fiche technique
- Titre français : Le Chien, le Général et les Oiseaux
- Réalisation : Francis Nielsen[1]
- Musique : Andrea Guerra[1]
- Montage : Alice Boitard[1]
- Décors : Patrick Clerc[1]
- Direction artistique : Andreï Khrjanovski
- Production : Roissy Films, Canal+, Solaris (société de production), Rai Cinema et Gam Film[1] (Italie)
  - Production déléguée : Stéphane Tchalgadjieff[1] et Raphaël Berdugo[1]
  - Production exécutive : Danièle Gégauff[1]
- Distribution :
  -  France : BAC Films[1]
  -  Italie : Mikado Films[1]
- Durée : 75 minutes
- Format : couleur - son : Dolby SRD
- Dates de sortie : 2 octobre 2003

## Distribution

### Voix françaises
- Philippe Noiret[2] : le narrateur
- Michel Elias : le chien
- François Jérosme : le général
- Marie Vincent

### Voix italiennes
- Tonino Guerra : le général

## Inspiration
Le scénario est inspiré de la vie du père de la Comtesse de Ségur (Écrivaine - Les Malheurs de Sophie), le comte Fédor Rostoptchine (1763-1826). "En 1812 il était gouverneur de Moscou lors de l'entrée de la Grande Armée. Malgré l’opposition des propriétaires des plus belles demeures, il aurait organisé le grand incendie qui obligea Napoléon à une retraite désastreuse..." Malgré la réussite de ce plan, il est dans une situation si inconfortable qu'il s'exile dans plusieurs pays dont la France en 1817.  Il revient vivre en Russie jusqu'à sa mort.